# زمین‌های معروف به جره
زمین‌های معروف به جره در شمال غرب بوکان واقع شده و این اثر در تاریخ ۱۶ دی ۱۳۴۵ با شمارهٔ ثبت ۵۷۶ به‌عنوان یکی از آثار ملی ایران به ثبت رسیده است.